# شيروود أندرسون

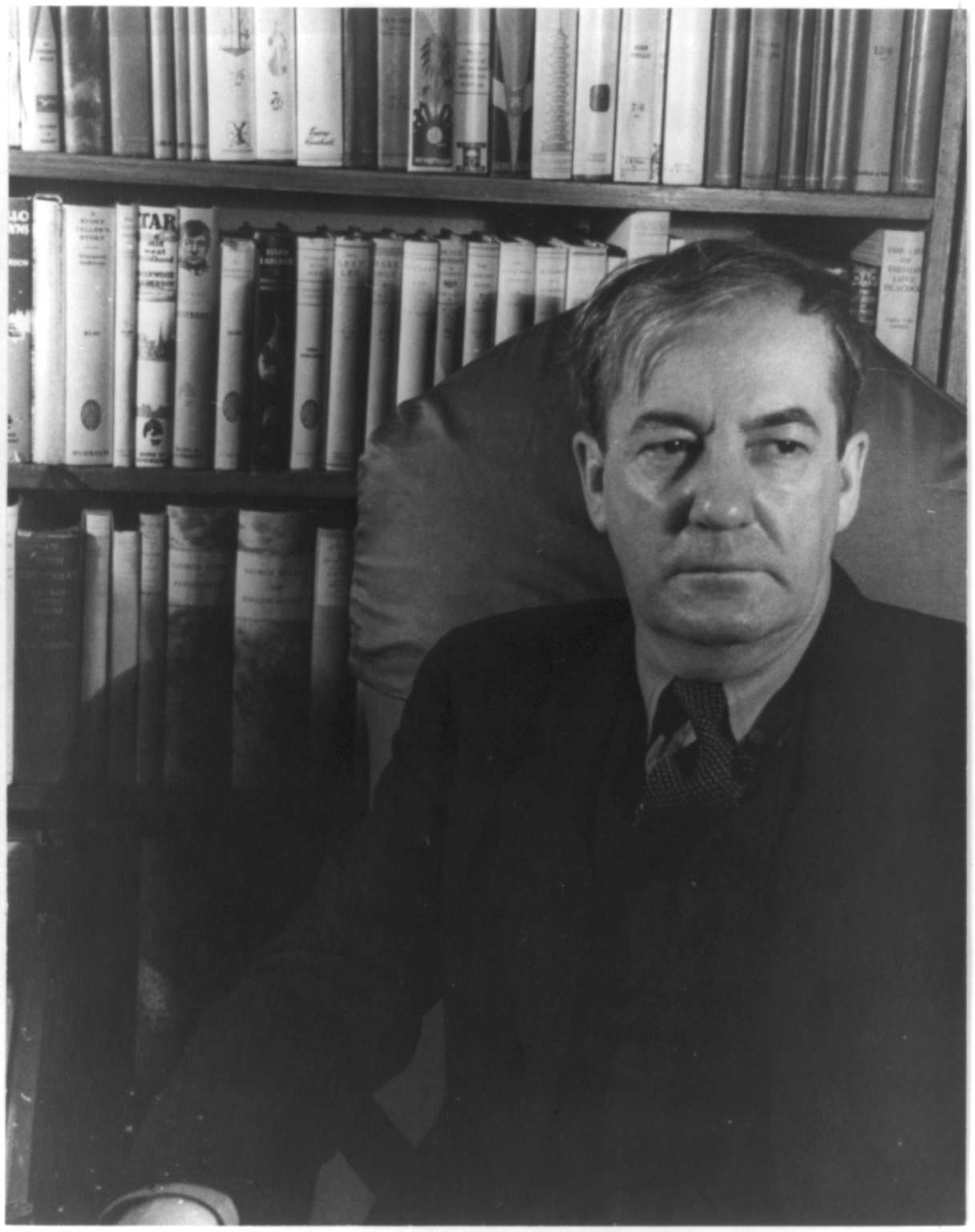
شيروود أندرسون (1933)

شيروود أندرسون (بالإنجليزية: Sherwood Anderson)، (ولد في 13 سبتمبر 1876 - توفي في 8 مارس 1941). روائي أميركي وكاتب قصص قصيرة، وأحد رواد مدرسة الواقعية، له تأثير واضح على الأدب الأميركي، تعد مجموعته القصصية الأولى واينزبيرج ـ أوهايو أهم أعماله. صدى أسلوبه الأدبي ملاحظ لدى كتاب الجيل التالي مثل إرنست همنجواي وويليام فوكنر وجون شتاينبك وتوماس ولف وآخرون.

## حياته
ولد شيروود أندرسون في كامدن - أوهايو، وهي قرية صغيرة تعدادها 2302 نسمة حسب إحصاء عام 2000، وهو الطفل الثالث لكل من الأب إروين م. أندرسون والأم إيما س. أندرسون، بعد فشل أعمال والده، تنقلت الأسرة بشكل متكرر، إلى أن استقرت في نهاية الأمر في مدينة كلايد بأوهايو، وبسبب الصعوبات التي مرت على الأسرة أدمن والد أندرسون الشراب حتى وفاته في عام 1895، تلك المحن أدت إلى أن يهجر شيروود المدرسة وهو ابن الرابعة عشر، وكان شديد الشغف بالعمل حتى أُطلق عليه لقب جوبي(Jobby).
انتقل إلى شيكاغو ليقطنن بجوار منزل أخيه كارل، توظف كعامل عادي، ثم قرب نهاية القرن تجند في جيش الولايات المتحدة، استدعي من قبل الجيش لخوض الحرب الإسبانية الأمريكية، ولكنه لم يحضر أي واجب عسكري قتالي فيها، التحق بعد ذلك بجامعة ويتنبيرج في سبرينجفيلد بولاية أوهايو، في نهاية المطاف استطاع تأمين وظيفة في إحدى وكالات النشر والإعلان بشيكاغو، في عام 1904 تزوج كارولينا لان وهي ابنة أسرة ثرية من أوهايو.
في أثناء تواجده في مدينة كليفلاند بأوهايو أنجب ثلاثة أبناء، انتقل بعد ذلك لمدينة إيليريا - أوهايو حيث نجح في إدارة عمل طلب عبر البريد وأيضا كمدير لإحدى شركات تصنيع الطلاء، في نوفمبر من عام 1912 اختفى لمدة أربعة أيام على إثر انهيار عصبي أصيب به، وقد وصف ذلك بأنه هروب من حياته المادية، حظيت هذه المقولة بإشادة الكثير من الكتاب، انتقل مره أخرى لشيكاغو للعمل في إحدى وكالات النشر والإعلان.
في عام 1916 طلق زوجته الأولى وتزوج من تينسي ميتشيل، وفي نفس العام نشر روايته الأولى ابن وندي ماكفيرسون (بالإنجليزية: Windy McPherson's Son) والتي تصف هجران رجل معين للحياة التقليدية وقيمها، ثم نشر عام 1917 رواية الرجال السائرون (بالإنجليزية: Marching Men)، في عام 1919 نشر عمله الأهم مجموعته القصصية الأولى واينزبيرغ ـ أوهايو، قال شيروود أن قصة أيادي (Hands) الافتتاحية في تلك المجموعة هي أول أعمال الإبداع الحقيقي له، موضوعاته كانت مماثلة للكتاب الحداثيين في ذلك الوقت، عبّرت عن سأم وتلف الأفراد الذين يعيشون ضمن أنظمة اجتماعية أو صناعية تقليدية.
بالرغم من النجاح الملاحظ له ككاتب قصة إلا أنه ظل يكتب الرواية، فقام بنشر رواية الأبيض المسكين (بالإنجليزية: Poor White) عام 1920، لاقت هذه الرواية نجاحاً مُلفتاً، في نفس العام طلق شيروود اندرسون زوجته تينسي وتزوج بعدها بعامين إليزابيث برال.
نشر أندرسون روايته زيجات متعددة (بالإنجليزية: Many Marriages) في عام 1923 كانت موضوعات الرواية ركائز لفكره الأدبي في أعماله التالية، تلقت الرواية الكثير من النقد ولكن في نهاية الأمر كان النقد إيجابياً، على سبيل المثال يعتقد سكوت فيتزجيرالد أن أفضل أعمال أندرسون الروائية هي زيجات متعددة ودائرة الموت.
انتقل اندرسون في بدايات عام 1924 للعيش في شقق بونتالبا وهي تقع في مبنى تاريخي بجوار ميدان جاكسون في نيو أورلينز، لويزيانا، استضاف هو وزوجته هناك العديد من الأدباء والمفكرين والشعراء من أمثال ويليام فوكنر وكارل ساندبرج وايدموند ويلسون، كتب في تلك الأثناء رواية بعنوان ملتقى الجنوب (بالإنجليزية: A Meeting South) ثم في عام 1925 نشر روايته الضحكة السوداء (بالإنجليزية: Dark Laughter) وهي تجذر لخبرته بنيو أورلينز، وفيها يقارن أندرسون الحياة السعيدة غير المعقدة التي ظن أنها تتمثل في حياة زنوج عصره من الأمريكيين بالحياة المادية العقيمة التي تتمثل في حياة الأمريكيين البيض. كما قام بكتابة توطئة لرواية سيول الربيع وهي أول رواية لإرنست هيمنغواي.
فشلت الزيجة الثالثة لأندرسون فتزوج في آواخر عشرينيات القرن الماض من إيلينور كوبينهافر، نشر خلال الثلاثينيات كتاب الموت في الغابة وأميركيا اللغز ورواية أداة براندون التي نشرت عام 1936.
في عام 1932 أهدى روايته وراء الرغبة لزوجته إيلينور، بالرغم من أن أندرسون كان مُقلاً في إنتاجة الأدبي في تلك الفترة لكن يعد نتاجه الأدبي أفضل مما قدمه قبل ذلك.
توفي أندرسون في بنما تأثرا بالتهاب الصفاق نتيجة لإبتلاعة عود تخليل أسنان كان موضوعا في كوب مارتيني يتناوله أثناء إحدى الحفلات، دفن أندرسون في مدينة ماريون بولاية فيرجينيا، كتبت على شاهد قبره عبارة المغامرة الأكبر ليست في الموت إنما في الحياة

## أعماله
- ابن وندي ماكفيرسون (1916، رواية)
- الرجال السائرون (1917، رواية)
- واينزبيرج ـ أوهايو (1919، مجموعة قصصية)
- الأبيض المسكين (1920، رواية)
- انتصار بيضة (1921، مجموعة قصصية)
- زيجات متعددة (1923، رواية)
- خيول ورجال (1923، مجموعة قصصية)
- قصة راوي (1924، رواية شبه سيرة ذاتية)
- مذكرات شيروود أندرسون (1924، مذكرات)
- الضحكة السوداء (1925، رواية)
- ملتقى الجنوب (1925، رواية)
- الكاتب الحداثي (1925، كتاب)
- طفولة الغرب الأوسط (1926، رواية شبه سيرة ذاتية)
- ملاحظات شيروود أندرسون (1926، مذكرات)
- ترحيب المدن (1929، مجموعة قصصية)
- أليس: الرواية الضائعة (1929، رواية)
- في طريقها للنشر (1930، كتاب)
- وراء الرغبة (1932، رواية)
- الموت في الغابة (1933، مجموعة مقالات)
- أميركا اللغز (1935، مجموعة مقالات)
- أداة براندون (1936، رواية)
- سيرة دريسير (1936، كتاب)
- واينزبيرج وأخريات (1937، مسرحية)
- المدينة الوطن (1940، رواية)
- سان فرانسيسكو في أعياد الميلاد (1940، مذكرات)
- حياة الحيوانات (1966، رواية نشرت بعد وفاة المؤلف)
- العودة إلى واينزبيرج ـ أوهايو (1967، مقالات نشرت بعد وفاة المؤلف)
- مذكرات شيررود أندرسون (1968، مذكرات نشرت بعد وفاة المؤلف)
- لا تباهي (1970، رواية نشرت بعد وفاة المؤلف)
- علهم نساء (1970، رواية نشرت بعد وفاة المؤلف)
- أوراق حمى الصيادين (1971، مقالات نشرت بعد وفاة المؤلف)
- عشر مسرحيات قصيرة (1972، مسرحيات)
- مراسلات ومقالات بين أندرسون وجيرترود شتاين

## روابط خارجية
- شيروود أندرسون على موقع IMDb (الإنجليزية)
- شيروود أندرسون على موقع الموسوعة البريطانية (الإنجليزية)
- شيروود أندرسون على موقع مونزينجر (الألمانية)
- شيروود أندرسون على موقع ميوزك برينز (الإنجليزية)
- شيروود أندرسون على موقع قاعدة بيانات برودواي على الإنترنت (الإنجليزية)
- شيروود أندرسون على موقع إن إن دي بي (الإنجليزية)
- شيروود أندرسون على موقع قاعدة بيانات الفيلم (الإنجليزية)